# Girolamo Segato
Girolamo Segato (Sospirolo, 13 de junho de 1792 – Florença, 3 de fevereiro de 1836) foi um naturalista italiano, cartógrafo, egiptólogo e anatomista. Ele é mais conhecido por seu trabalho na petrificação artificial de cadáveres humanos. Ele foi, e ainda é, a única pessoa capaz de petrificar partes do corpo.

## Vida e carreira
Segato nasceu no mosteiro cartuxo de Vedanā. Quando criança, Segato aprendeu ciências básicas com Antonio Bagini, um padre de Sospirolo. Depois de estudar sob Bagini, Segato passou um curto período como contador em Treviso antes de retornar ao ensino secundário em Belluno, onde seu professor era Tomaso Antonio Catullo.
A partir de 1818, Segato participou de várias expedições arqueológicas ao Egito, onde se tornou especialista nas técnicas de mumificação; no entanto, a maioria de seus estudos realizados durante essas viagens foram perdidos.
Após seu retorno a Florença em 1823, Segato desenvolveu uma técnica semelhante à mumificação, mas única: em vez de simplesmente remover a água dos cadáveres, o método de Segato consistia no que parece ser mineralização ou "petrificação". Sua técnica particular permitia salvar as cores e características originais das texturas, além de sua elasticidade. A maioria de suas obras pode ser encontrada perfeitamente preservada na Universidade de Florença, mas há também um exemplo no Palácio Real de Caserta: uma mesa nos Apartamentos Antigos, cuja superfície é feita com a técnica da "petrificação".
Logo se espalhou a notícia de que Segato havia adquirido conhecimento da magia egípcia. Prejudicado pela sociedade de seu tempo, ele foi solicitado a destruir todas as suas anotações antes de sua morte. Segato levou para o túmulo o segredo da técnica que desenvolveu, que, apesar de numerosos estudos e tentativas de imitação, permanece misteriosa. Dizem que, em sua morte, ele revelaria seu segredo a seu amigo Pellegrini (apelidado de Pellegro), mas ele morreu prematuramente.
Ele morreu em 1836 e foi enterrado na Basílica de Santa Cruz.

## Peças petrificadas
Ao longo do tempo, as peças tiveram diferentes trajetórias. Algumas foram saqueadas de sua casa durante a guerra em 1848 e durante a Primeira Guerra Mundial (1914–1917). Algumas estiveram no Museu de Belluno (Musei Civici di Belluno), outras no Istituto e Museo di Storia della Scienza, e outras foram preservadas por herdeiros. Hoje, muitos dos restos humanos petrificados de Segato podem ser encontrados no Museu do Departamento de Anatomia de Florença. Algumas foram danificadas em uma enchente de 1966. As peças sobreviventes incluem um seio feminino, um couro cabeludo feminino, órgãos humanos, tartarugas, entre outros.
Uma peça que chama atenção é uma cabeça de mulher. Em carta datada de outubro de 1837, Domenico Pellegrini escreveu que a cabeça pertencia a uma jovem de 25 anos que sofria de tuberculose e morreu após seis meses internada. A cabeça foi submetida ao processo de petrificação, de maneira a conservar a textura macia e cor pálida. Em 1958, a cabeça foi examinada por raios X, revelando a anatomia interna. Na década de 2000 foi realizada tomografia computadorizada, que revelou um buraco no osso occipital de cerca de 2,5 centímetro de diâmetro.
Em livro de 1842, Valentine Mott escreve sobre a coleção de Segato, que incluía sapos, serpentes, peixes, aves, e partes do corpo humano, preservando forma e cor. Processos diferentes provavelmente foram utilizados em peças diferentes.